# Thermoniphas colorata
Thermoniphas colorata is een vlinder uit de familie van de Lycaenidae. De wetenschappelijke naam van de soort is voor het eerst gepubliceerd in 1932 door Henri Ungemach.

## Verspreiding
De soort komt voor in Ethiopië, Kenia, Tanzania, Zambia, Malawi, Mozambique en Zimbabwe.

## Habitat
De soort komt voor bij bosranden en in moerassige gebieden.

## Waardplanten
De rups leeft op Calvoa orientalis, Dissotis rotundifolia en Heterotis rotundifolia (Melastomataceae).